# Grampians Trophy 2021
Grampians Trophy 2021 byl tenisový turnaj pořádaný jako součást ženského okruhu WTA Tour, který se odehrával na tvrdých dvorcích Melbourne Parku. Probíal od 3. do 7. února 2021 v Melbourne.
Turnaj byl do kalendáře zařazen poprvé. Určen byl výhradně pro tenistky, které kvůli pozitivnímu případu na covid-19 po příletu do Austrálie musely podstoupit přísnou 14denní karanténu. Souběžně s tímto turnajem také probíhaly Gippsland Trophy a Yarra Valley Classic Trophy.
Rozpočet činil 235 820 dolarů. Nejvýše nasazenou hráčkou ve dvouhře měla být Kanaďanka Bianca Andreescuová, která se z turnaje před jeho začátkem odhlásila.
Pro časový skluz vzniklý jednodenním přerušením turnaje kvůli pozitivnímu případu na covid-19 mezi organizátory, se pořadatelé vzhledem k začínajícímu Australian Open rozhodli zrušit finálový zápas mezi Anett Kontaveitovou a Ann Liovou. Obě hráčky obdržely bodové a finanční ohodnocení jako poražené finalistky.

## Distribuce bodů a finančních odměn

### Distribuce bodů
| Soutěž  | vítězky | finalistky | semifinalistky | čtvrtfinalistky | 16 v kole | 32 v kole |
| ------- | ------- | ---------- | -------------- | --------------- | --------- | --------- |
| dvouhra | 470     | 305        | 185            | 100             | 55        | 1         |

### Finanční odměny
| Soutěž  | vítězky  | finalistky | semifinalistky | čtvrtfinalistky | 16 v kole | 32 v kole |
| ------- | -------- | ---------- | -------------- | --------------- | --------- | --------- |
| dvouhra | 50 000 $ | 33 520 $   | 18 610 $       | 8 770 $         | 5 500 $   | 3 000 $   |

## Ženská dvouhra

### Nasazení
| Stát                          | Hráčka              | WTA | Nasazení |
| ----------------------------- | ------------------- | --- | -------- |
| Kanada                        | Bianca Andreescuová | 8.  | 1.       |
| Švýcarsko                     | Belinda Bencicová   | 12. | 2.       |
| Bělorusko                     | Viktoria Azarenková | 13. | 3.       |
| Kazachstán                    | Jelena Rybakinová   | 19. | 4.       |
| Řecko                         | Maria Sakkariová    | 22. | 5.       |
| Estonsko                      | Anett Kontaveitová  | 23. | 6.       |
| USA                           | Jennifer Bradyová   | 24. | 7.       |
| Německo                       | Angelique Kerberová | 25. | 8.       |
| USA                           | Alison Riskeová     | 26. | 9.       |
| Žebříček WTA k 25. lednu 2021 |                     |     |          |

### Jiné formy účasti
Následující hráčky nastoupily do soutěže jako náhradnice:
- Oxana Kalašnikovová
- Ellen Perezová

### Odstoupení
před zahájením turnaje
- Bianca Andreescuová → nahradila ji  Oxana Kalašnikovová
- Paula Badosová → nahradila ji  Bethanie Matteková-Sandsová
- Alison Riskeová → nahradila ji  Ellen Perezová
- Dajana Jastremská → nahradila ji  Gabriela Dabrowská

během turnaje
- Viktoria Azarenková

## Přehled finále

### Ženská dvouhra
- Anett Kontaveitová vs.  Ann Liová, nehráno